# Гуидобалдо дел Монте
Гуидобалдо дел Монте (на италиански: Guidobaldo del Monte) е италиански математик и астроном.

## Биография
Роден е на 11 януари 1545 година в Пезаро, Италия. Баща му Раниери произлиза от знатна фамилия в Урбино и за военната си служба получава титлата маркиз дел Монте от херцога на Урбино. През 1564 Гуидобалдо учи математика в Падуанския университет, където се сприятелява с поета Тарквато Тасо, когото може би познава още от двора на херцога на Урбино.
По-късно Гуидобалдо дел Монте служи в армията на Хабсбургите в Унгария по време на войните с Османската империя. След завръщането си в Урбино се занимава с изследвания в областта на математиката, механиката, астрономията и оптиката. По това време учи математика при Федерико Командино и се сприятелява с Бернардино Балди, който също учи при него.
Гуидобалдо дел Монте води кореспонденция с други учени, сред които Джакомо Контарини, Франческо Бароци и Галилео Галилей. Той изобретява чертожен инструмент, служещ за построяване на правилни многоъгълници и за разделяне на линии на произволен брой сегменти. Гуидобалдо дел Монте подпомага и академичната кариера на Галилей, като му помага през 1589 да заеме преподавателско място в Пизанския университет, а през 1592 – в Падуанския университет. Въпреки приятелството между двамата, Гуидобалдо се отнася критично към теорията на Галилей за равните периоди на люлеене на махалото.
Гуидобалдо дел Монте е автор на книга за перспективата „Perspectivae Libri VI“, публикувана в Пиза през 1600. Тя е използвана от много художници, архитекти и сценографи, сред които Никола Сабатини.
Умира на 6 януари 1607 година в Монтебарочо на 61-годишна възраст.